# Mokoreta
El Mokoreta es un río que fluye hacia el oeste desde la Cadena Catlins hacia las planicies de Southland, en la parte meridional de la Isla Sur de Nueva Zelanda. Es un tributario del Mataura, con una longitud total de 50 kilómetros. Se une al Mataura cerca de la ciudad de Wyndham. 
Las fuentes del río se encuentran entre el Monte Rosebery y el Catlins Cape, cerca de las fuentes del Río Catlins.    
- Datos: Q6895392